# آندره‌آس لودویگ ییتلس
آندره‌آس لودویگ ییتلس (انگلیسی: Andreas Ludwig Jeitteles; ۲۴ نوامبر ۱۷۹۹ – ۱ ژانویهٔ ۱۸۷۸) نویسنده ادبیات پزشکی، پزشک، شاعر، نویسنده، روزنامه‌نگار و سیاستمدار اهل کشور جمهوری چک بود. نام مستعار او «جاستوس فری» بود.